# Slatinice
Slatinice (in tedesco Groß Latein) è un comune della Repubblica Ceca facente parte del distretto di Olomouc, nella regione di Olomouc.